# Sherlock Gnomes
Sherlock Gnomes è un film d'animazione del 2018 diretto da John Stevenson.
È il sequel di Gnomeo e Giulietta del 2011. La storia è ispirata dal personaggio letterario Sherlock Holmes inventato da Arthur Conan Doyle. È stato distribuito nei cinema italiani il 12 aprile 2018.

## Trama
Gnomeo e Giulietta arrivano a Londra, in compagnia di amici e parenti. C'è un nuovo giardino da far vivere e Giulietta si mette subito al lavoro, senza curarsi di star trascurando il suo Gnomeo, che per lei farebbe qualsiasi cosa. Ma le creature ornamentali d'Inghilterra sono vittime di una terribile minaccia: qualcuno sta rubando gli gnomi da giardino e la comunità dei due amanti finisce presto nel sacco. Per fortuna che c'è Sherlock Gnomes, detective senza pari, pronto a mettersi da subito sulle tracce del nemico. Anche Sherlock, però, deve stare attento a non trascurare il suo fido aiutante Watson: dare l'amore o l'amicizia per scontati può innescare spiacevoli conseguenze.

## Personaggi
- Gnomeo: uno gnomo da giardino dal cappello blu che si innamora di Giulietta, una gnoma dal cappello rosso. Vorrebbe stare con la sua amata, ma la gnoma pensa più al nuovo giardino che a lui. Con l'aiuto di Sherlock Gnomes, i due gnomi-sposi sconfiggono il perfido Moriarty e salvano la famiglia, ritrovando l'amore perduto che nutrono uno dell'altra.
- Giulietta: una gnoma da giardino dal cappello rosso che si innamora di Gnomeo, uno gnomo dal cappello blu, nonostante le due famiglie siano in contrasto tra loro. Inizialmente trascura il marito per occuparsi del nuovo giardino, ma alla fine grazie al suo amato e al detective Sherlock Gnomes sventa i piani del malvagio Moriarty.
- Sherlock Gnomes: la versione gnomo da giardino di Sherlock Holmes. Come la sua parte umana, è geniale e astuto capace di scovare il malfattore con una semplice occhiata e infatti aiuta Gnomeo e Giulietta a sconfiggere il malvagio Moriarty. Commette l'errore di trattare come un servo il suo aiutante Watson e quindi di trascurare i suoi sentimenti, esattamente come Giulietta trascura il marito Gnomeo.
- Watson: controparte gnomo da giardino dell'aiutante di Sherlock Holmes. Trattato come un servo da Sherlock e ferito nei sentimenti, si allea con il perfido Moriarty per catturare gli gnomi da giardino, parenti e amici di Gnomeo e Giulietta. Sherlock alla fine capisce di aver sbagliato a trattare male il suo aiutante e i due tornano amici.
- Moriarty: è la nemesi del detective. Appare come un ornamento da torta grande e arancione che aspira a rapire e uccidere gli gnomi da giardino di tutto il mondo. All'inizio, durante uno scontro in un museo con Gnomes, sembra morire finendo in mille pezzi schiacciato sotto lo scheletro di un dinosauro, ma poi tornerà per vendetta e rapirà gli gnomi, compresa la famiglia di Gnomeo e Giulietta, arruolando due gargoyles come tirapiedi per riuscire nell'intento. Alla fine i suoi loschi piani andranno in frantumi per opera di Sherlock, Watson, Gnomeo e Giulietta.